# Iglesia de Nuestra Señora (Montreal)
La Iglesia de Nuestra Señora o la primera iglesia de Nuestra Señora y también la primera iglesia de Villa María (en francés: La première église Notre-Dame à Montréal) fue una iglesia en el Viejo Montreal, en la provincia de Quebec, Canadá.
En 1657, la Compañía de Sacerdotes de San Sulpicio (sulpicianos) llegó a Ville-Marie, que ahora se conoce como Montreal. La parroquia se fundó dedicada a María, y la parroquia de Notre-Dame fue construida entre 1672 y 1682. Una cruz fue establecida para designar el futuro emplazamiento de la iglesia el 29 de junio de 1672 y al día siguiente se colocaron las primeras cinco piedras.
La iglesia sirvió como la primera catedral de la diócesis de Montreal entre 1821 y 1822.
A lo largo del siglo XVIII hitos principales de la ciudad eran el campanario de Notre-Dame y la colina de la ciudadela.
Antes de 1824 la congregación había superado por completo a la iglesia, y James O'Donnell, un protestante irlandés-estadounidense de Nueva York, fue el encargado de diseñar la basílica de Notre-Dame. La iglesia fue demolida en 1830 y el campanario en 1843. Las bases de la original Notre Dame están bajo la Place d'Armes, y se descubrieron durante la renovaciones de la plaza entre 2009 y 2011.